# And Now Tomorrow
 And Now Tomorrow és una pel·lícula estatunidenca dirigida per Irving Pichel, estrenada el 1944.

## Argument
Emily Blair és l'hereu d'una gran família burgesa. Promesa amb Jeff Stoddard, Emily té tanmateix una discapacitat: la sordesa, com a resultat d'una meningitis. Els més importants especialistes no l'han pogut curar. Però Emily ha après a llegir els llavis. El doctor Weeks, metge de la família, fa venir Merek Vance, un dels seus antics alumnes. Aquest no exerceix per diners i treballa pels més pobres. Janice, la germana d'Emily, i Stoddard s'enamoren l'un de l'altre.

## Repartiment
- Alan Ladd: Doctor Merek Vance
- Loretta Young: Emily Blair
- Susan Hayward: Janice Blair
- Barry Sullivan: Jeff Stoddard
- Beulah Bondi: Tia Em
- Cecil Kellaway: Doctor Weeks
- Grant Mitchell: Oncle Wallace
- Helen Mack: Angeletta Gallo
- Edith Evanson: Mrs. Vankovitch
- Anthony Caruso: Peter Gallo

## Crítica
Per ser una pel·lícula en la qual el personatge principal, interpretat per Loretta Young, és sord, hi ha molta conversa. La gent està parlant contínuament a/o sobre Loretta Young, que, amb una facilitat meravellosa en la lectura dels llavis, ho accepta tot. A més, les seves respostes es donen en una veu normal, fins i tot quan al principi està afligida, cosa extraordinària.
Però aquests són temes menors de l'adaptació al cinema d'una novel·la de Rachel Field. Perquè la pel·lícula sencera és clarament un esforç per agafar un idil·li teatral que té poca semblança amb la vida. És la faula d'una senyora presumida que s'enamora lentament i tossudament del jove i bastant cínic metge que està intentant recuperar la seva oïda. I, com a tal, complau tots els clixés propis d'aquestes faules.
Loretta Young fa una actuació que podria ser millor i comparable amb una imitació de Fanny Brice com a elegant reina. El que aquesta actriu no tenia, no ho té en aquest film. Alan Ladd, acabat de tornar de l'Exèrcit, fa de metge amb un aire que ha de ser dur amb els seus pacients. Susan Hayward i Barry Sullivan són una parella que barregen la trama d'una manera minuciosament convencional. Com es pot endevinar, aquesta és una pel·lícula molt estúpida.